# Carl Gottfried von Thile

Carl Gottfried von Thile, porträtiert von Daniel Chodowiecki

Carl Gottfried von Thile (* 1706; † 11. Mai 1793 in Berlin) war ein preußischer hoher Beamter und Experte für das Steuerwesen.
Seine Eltern waren der kurbrandenburgische Obrist Martin von Thile († 1732) und dessen Ehefrau Dorothea Gregori. Seine Brüder Friedrich Wilhelm von Thile (1709–1782) und Friedrich Leopold von Thile (1711–1779) wurden preußische bzw. kursächsische Generäle.

## Leben
Er schrieb sich am 30. September 1726 an der Universität Halle für Rechtswissenschaften ein. Im Oktober 1729 (oder 1730) wurde er außerordentlicher Kriegs- und Domänenrat der kurmärkischen Kammer.
Von Thile erwarb sich seinen Ruf als Steuerexperte, als er 1739 als erster das komplexe historisch gewachsene Steuerwesen der Mark Brandenburg in seinem Buch Nachricht von der kurmärkischen Contribution- und Schoss-Einrichtung zusammenfasste und erläuterte. Das Werk erschien über die folgenden Jahrzehnte in mehreren aktualisierten Auflagen. Nach 1740 wurde er Mitglied der schlesischen Klassifikationskommission und Vorsitzender der schlesischen Revisionskommission. 1741 wurde von Thile, mittlerweile zum Geheimen Kriegsrat ernannt, von Friedrich II. mit der Erfassung und Neuordnung des Steuerwesens im kürzlich eroberten Schlesien betraut. Thile führte eine umfassende Überprüfung der vorhandenen Steuerregelungen durch und integrierte sie durch das von ihm aufgestellte Schlesische Kataster, das zugleich als Basis für die Erneuerung des gesamten preußischen Steuerwesens diente, in das Finanzsystem des Königreiches.
Im Jahr 1744 schied er auf eigenen Wunsch aus dem Staatsdienst aus. Aber am 1. Februar 1745 wurde er wieder eingestellt und seine Demission als Fehler bezeichnet. 1751 schied er wieder aus, Nachfolger wurde j.F. Pfeiffer, der zuvor Hofmarschall des Markgrafen Carl war.
Im Jahr 1765 kaufte er von seinem Schwiegersohn Leopold Wilhelm von Retzow das überschuldete Gut Moethlow. Es dauerte bis 1769, bis es zu einer Einigung mit den Gläubigern kam.
Neben diversen steuerkundlichen Werken verfasste von Thile auch Schriften zu philosophischen und religiösen Themen im Geiste der Aufklärung, darunter Betrachtungen über die aus der Vernunft erkennende Gottheit (1775).

## Familie
Er war zweimal verheiratet. Seine erste Frau war Anna Sophie von Lagingen, seine zweite Frau Hermine Dorethea von Zieten. Die Tochter Henriette Christine Friederike heiratete Wilhelm Leopold von Retzow (* 13. Juli 1729; † 14. Mai 1803) Sohn des Generals Wolf Friedrich von Retzow.